# Mohrweiler
Mohrweiler ist ein Ortsteil der Ortsgemeinde Malberg im Eifelkreis Bitburg-Prüm in Rheinland-Pfalz.

## Geographische Lage
Der Ortsteil Mohrweiler liegt nördlich von Malberg auf einer Anhöhe. Die Entfernung zum Hauptort beträgt rund 3,5 km. Mohrweiler ist fast ausschließlich von Wald umgeben. Westlich des Ortes fließt der Neidenbach.

## Geschichte

### Ortsteil
Mohrweiler wurde Anfang des 19. Jahrhunderts als Hof Mahrweiler gegründet. Nachfolgend kamen zahlreiche weitere Häuser hinzu, sodass der Ortsteil heute ca. 170 Menschen zählt. Die Struktur des Ortes entwickelte sich zu einem Straßendorf.

### Tradition
Am 26. März 1951 fand in Mohrweiler zum ersten Mal die traditionelle Eierlage statt. Hierbei handelt es sich um einen Wettkampf zweier Personen. Der Läufer legt eine Strecke von 6,3 km zurück, während der sogenannte Raffer 101 Eier, die in einem Abstand von 60 cm am Fahrbahnrand liegen, einsammeln muss. Hierbei darf jeweils nur ein Ei aufgenommen werden, welches dann in einen Korb am Anfang der Reihe gelegt wird. Anschließend wird das nächste Ei aufgenommen. Wer seine Aufgabe schneller erledigt, gewinnt den Wettkampf.

## Kultur und Sehenswürdigkeiten

### Kirche
Im Ortsteil Mohrweiler befindet sich die Katholische Filialkirche St. Maria vom guten Rat. Es handelt sich um einen kleinen Saalbau in barocken Formen. Die Kirche wurde 1909 errichtet.
Siehe auch: Liste der Kulturdenkmäler in Malberg (Eifel)

### Wegekreuz
Am Weg nach Mohrweiler unterhalb der Mariensäule befand sich ein Wegekreuz. Es handelte sich um ein beschädigtes Schaftkreuz am steilen Berghang. Der in der Mitte gebauchte Schaft stand schräg, das Abschlusskreuz in Form eines Kleeblattkreuzes war gerade auf das weitgehend zerstörte Kapitell aufgesetzt. Die Inschrift auf der Schaftvorderseite nannte die Jahreszahl 1774 und den Namen JOHAN ADEM BIL, der in diesem Falle nicht der Errichter war, sondern an dessen hier erfolgten Tod das Kreuz erinnern soll. Das Wegekreuz wurde später gestohlen und ist bis heute verschollen; es existiert lediglich eine schematische Zeichnung.

### Eisenmännchen
Hierbei handelt es sich um ein Kruzifix, das in einigen Jahrzehnten in eine Buche eingewachsen war. Eine Sage erzählt von einem erschlagenen Mann und dessen Mörder, der das Kruzifix angebracht haben soll. Das eiserne Kreuz wurde etwa 1970 befestigt. Im Februar 2001 musste die Buche gefällt werden und das Kreuz wurde in eine Stele eingearbeitet, die heute daran erinnert. Die Installation befindet sich nördlich von Mohrweiler in einem Waldgebiet.

### Naherholung
Um Mohrweiler herum wurde eine GPS-Wanderung angelegt. Es handelt sich um einen 6,1 km langen Rundweg, welcher ausschließlich mit einem GPS-Empfänger bewandert werden kann. Eine Beschilderung existiert nicht.

St. Maria vom guten Rat
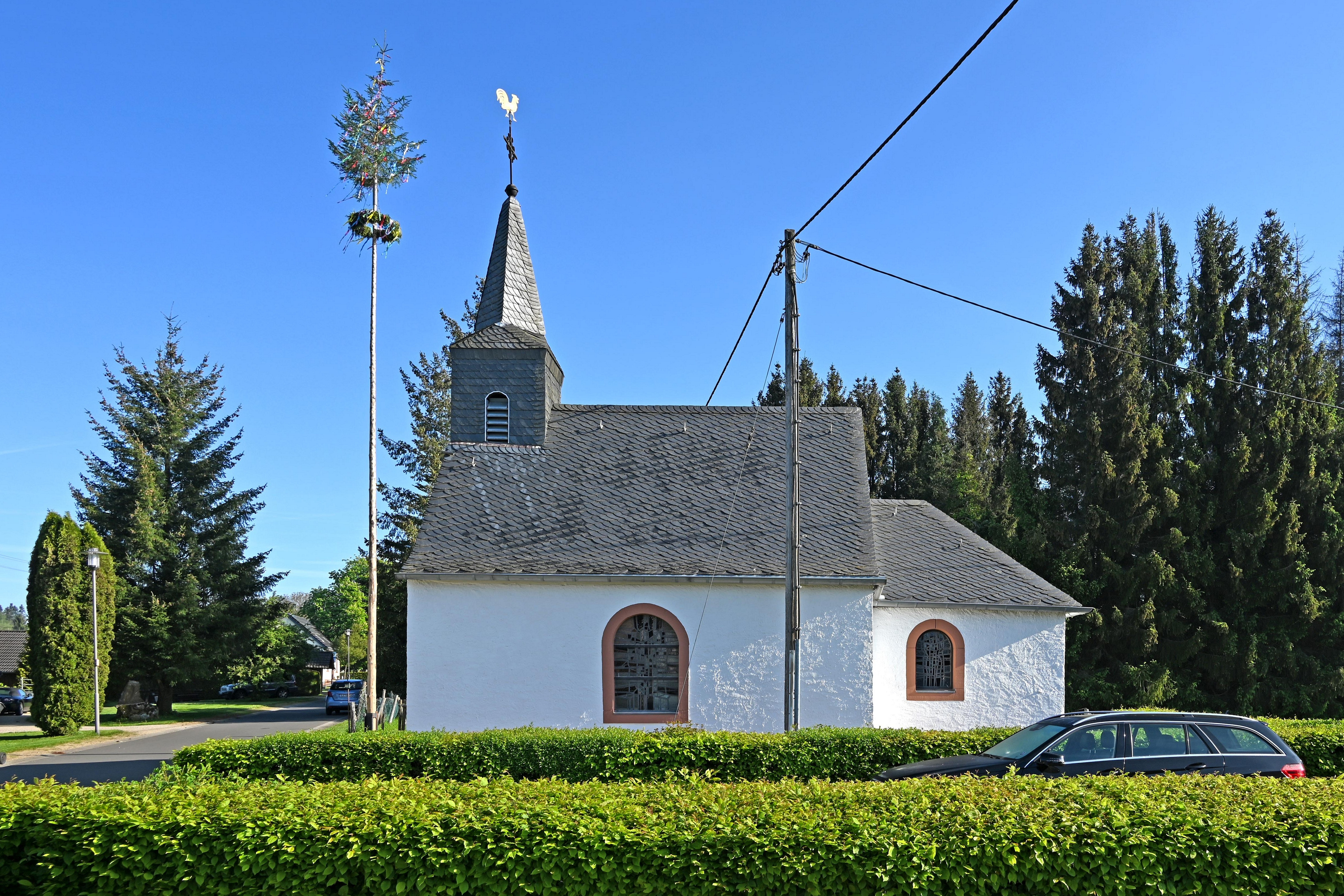
St. Maria, Südseite
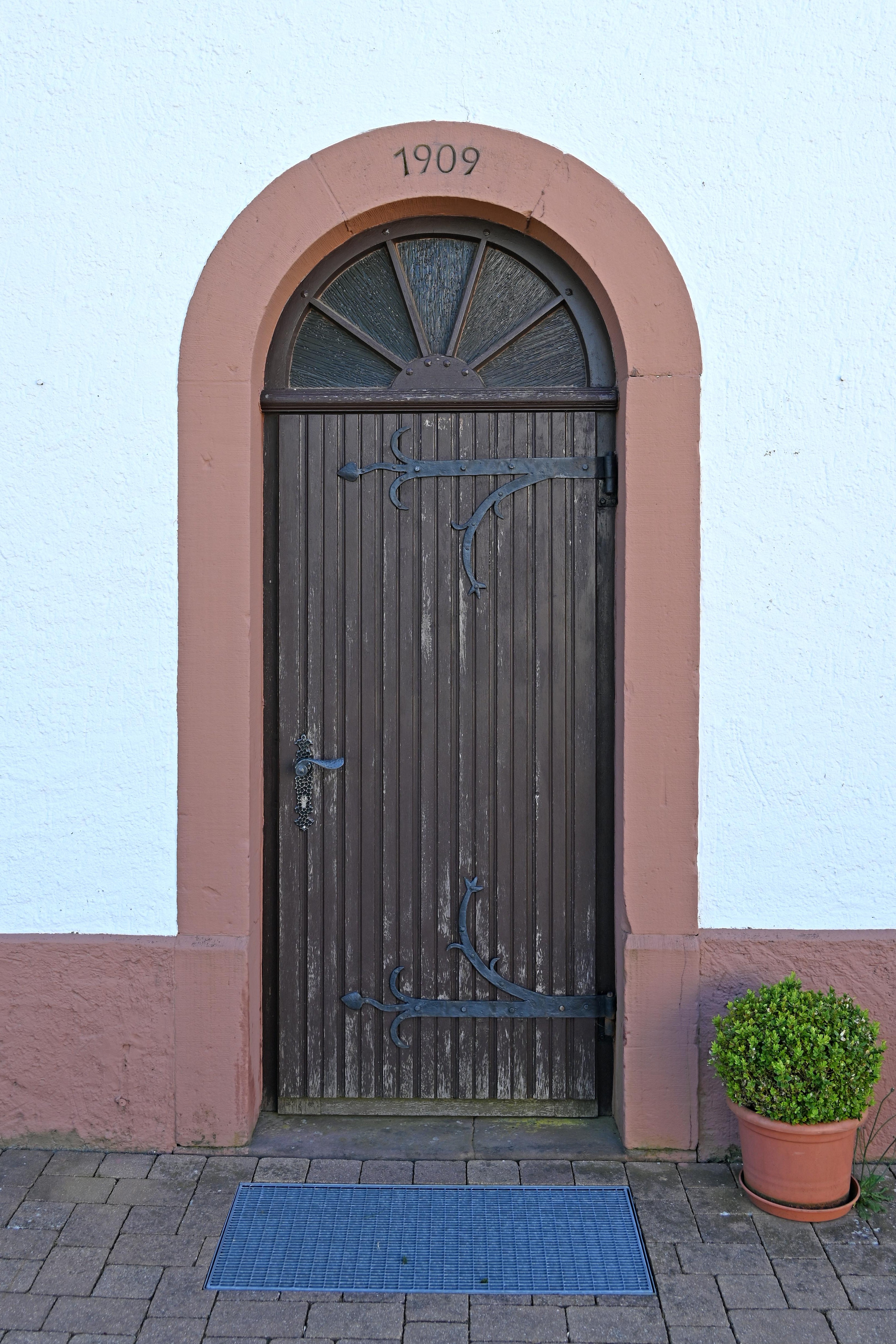
Portal (1909)
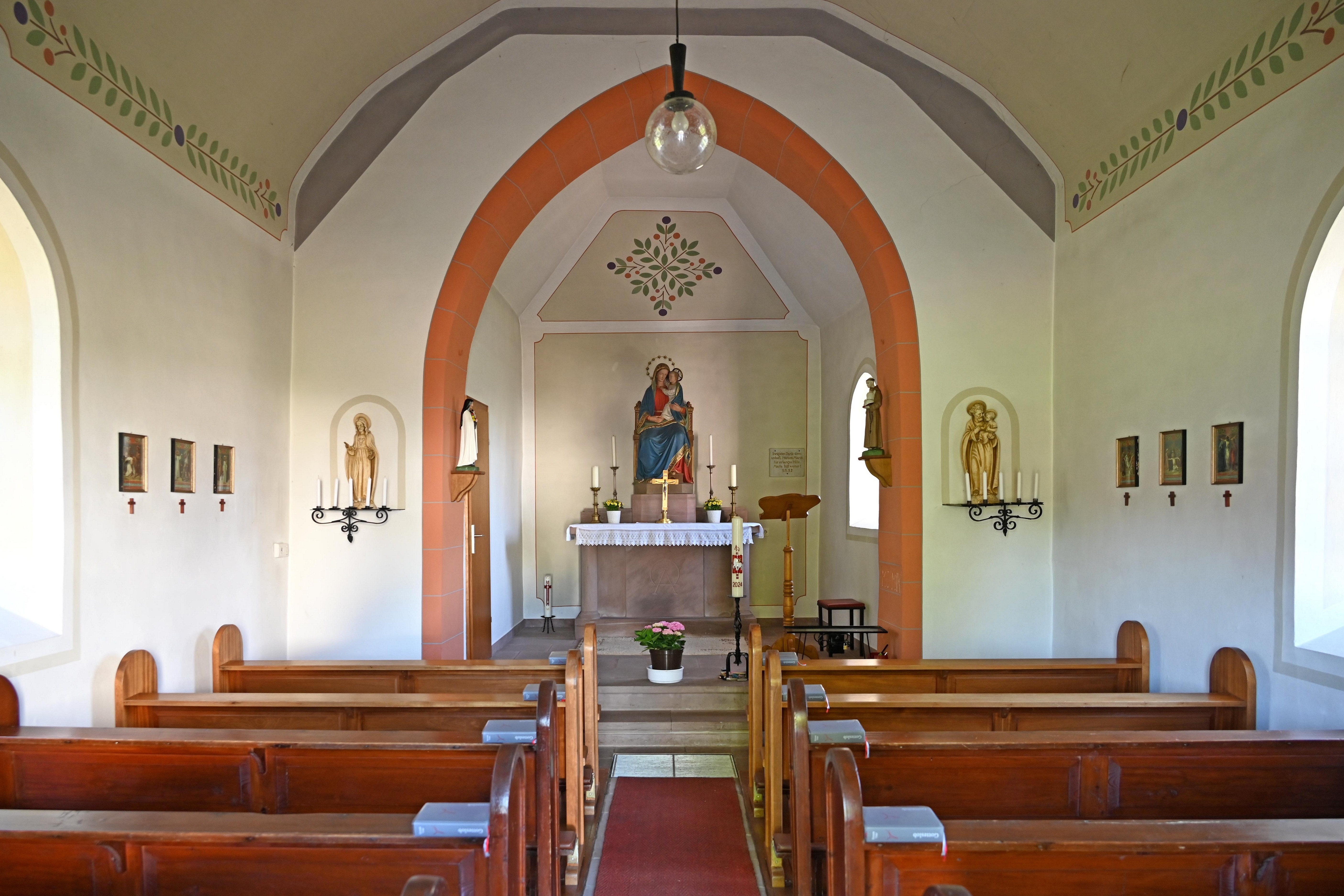
Innenraum
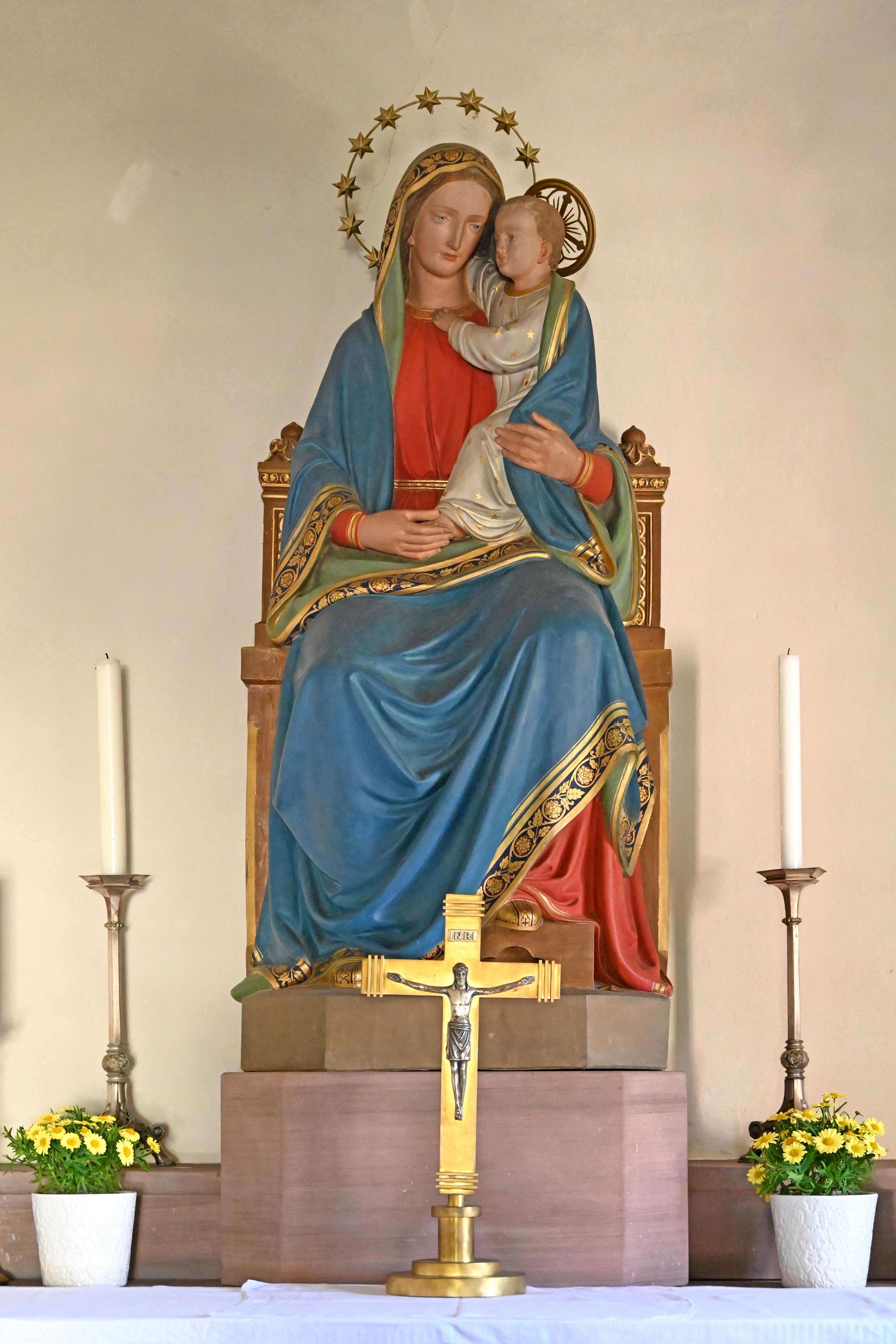
Marienstatue
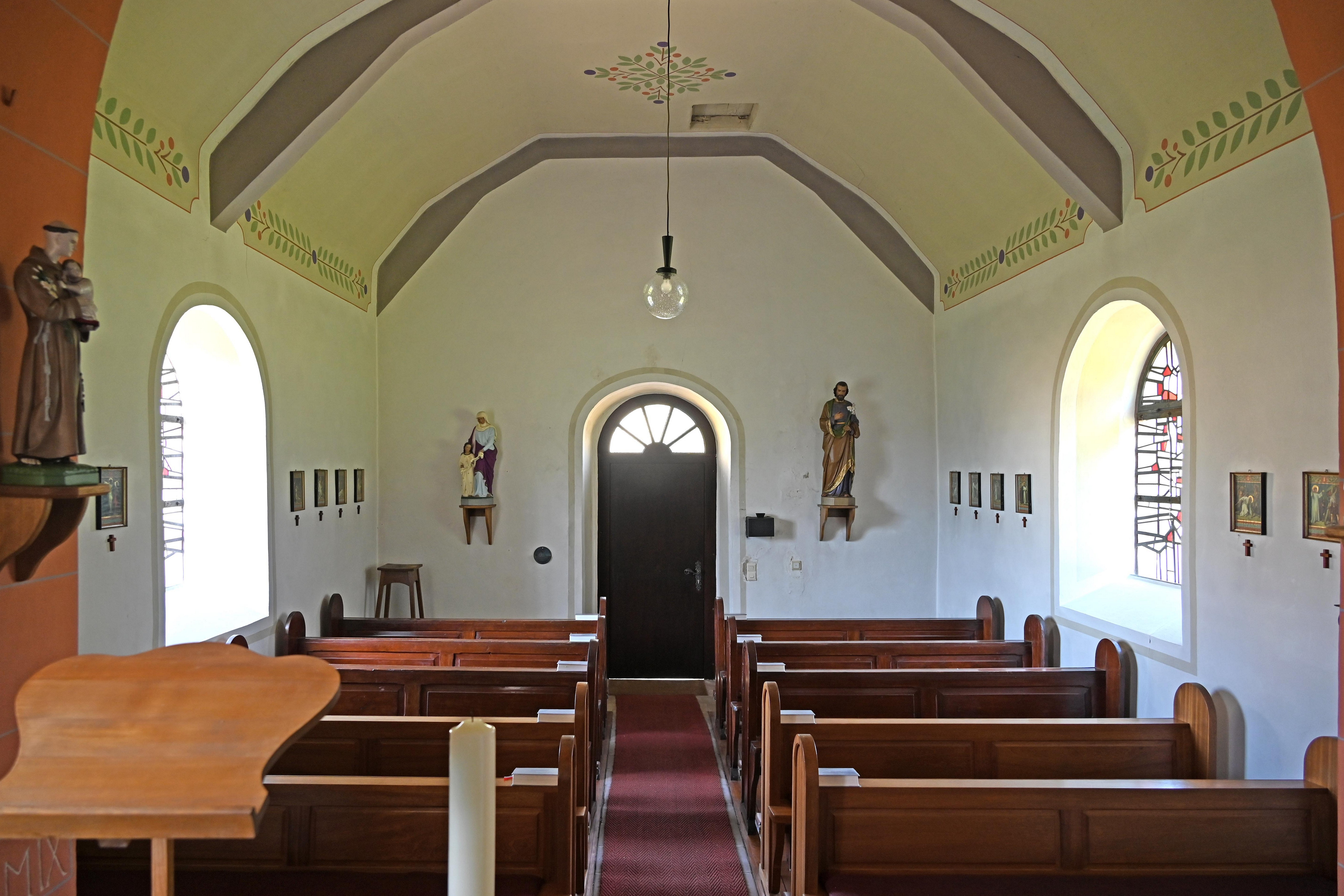
Innenraum nach Westen

## Wirtschaft und Infrastruktur

### Unternehmen
Im Ort werden zwei Ferienhäuser sowie ein Waldhotel betrieben.

### Verkehr
Mohrweiler ist durch die Kreisstraße 84 erschlossen. Diese führt von Malberg bis in den Ortsteil und endet dort.
Es existiert eine regelmäßige Busverbindung.

## Medien
Bekannt wurde der Ortsteil vor allem durch den Krippensammler Häns Schmitt. Es wurden bereits vier Ausstellungen durchgeführt, über die der Trierische Volksfreund berichtete.